# Karol Piwocki
Karol Piwocki – poseł do Sejmu Krajowego Galicji II kadencji (1867–1869), c.k. radca dworu, przełożony obwodowy.
Wybrany w IV kurii obwodu Lwów, z okręgu wyborczego nr 1 Lwów-Winniki-Szczerzec. 